# Gustave Garrigou
Gustave Garrigou (aldea de Jaoul, Vabre-Tizac, 24 de septiembre de 1884-Esbly, 28 de enero de 1963) fue un ciclista profesional francés cuya carrera se desarrolló a principios del siglo XX. Su principal mérito fue la victoria final en el Tour de Francia de 1911.

## Palmarés
1907
- Giro de Lombardía
- 2.º en el Tour de Francia, más 2 victorias de etapa
- Campeón de Francia de ciclismo en ruta
- París-Bruselas

1908
- Campeón de Francia de ciclismo en ruta
- 2 etapas de la Vuelta a Bélgica

1909
- 2.º en el Tour de Francia, más 1 victoria de etapa

1910
- 3.º en el Tour de Francia, más 1 victoria de etapa

1911
- Tour de Francia , más 2 victorias de etapa
- Milán-San Remo
- 2.º en el Campeonato de Francia de ciclismo en ruta

1912
- 3.º en el Tour de Francia

1913
- 2.º en el Tour de Francia, más 1 victoria de etapa

1914
- 1 etapa del Tour de Francia

## Resultados en Grandes Vueltas
Durante su carrera deportiva ha conseguido los siguientes puestos en las Grandes Vueltas:
| Carrera         | 1907 | 1908 | 1909 | 1910 | 1911 | 1912 | 1913 | 1914 |
| --------------- | ---- | ---- | ---- | ---- | ---- | ---- | ---- | ---- |
| Giro de Italia  | X    | X    | -    | -    | -    | -    | -    | -    |
| Tour de Francia | 2.º  | 4.º  | 2.º  | 3.º  | 1.º  | 3.º  | 2.º  | 5.º  |
| Vuelta a España | X    | X    | X    | X    | X    | X    | X    | X    |